# Kajagoogoo
Kajagoogoo (Каджагу́гу, /kædʒəˈɡuːɡuː/) — британская музыкальная группа. Наиболее известна по хит-синглу «Too Shy», который в 1983 году достиг первого места в британском хит-параде и пятого в Соединённых Штатах.

## История
В 1978 четверо студентов арт-университета (Николас “Ник” Беггз, Стюарт Кроксфорд Нил, Джереми “Джез” Строуд и Стивен “Стив” Эскью) основали музыкальную группу «Art Noveau» («Новое искусство») в городе Лейтон-Баззард. Через два месяца они выпустили свой первый сингл «Fear Machine», но он разошёлся только в числе нескольких сотен экземпляров. В начале 80х они подали объявление на поиск «вокалиста приятной внешности» и в группу был принят 21-летний Кристофер Хэмилл, который взял псевдоним «Limahl» (анаграмма его фамилии). Позже Лимал познакомился с Ником Роудсом из группы Duran Duran, благодаря которому группа подписала контракт с EMI Records. 5 января 1983 года вышел сингл «Too Shy», который прославил группу, попав в топ чартов, позже появился альбом «White Feathers». 
У группы сложился имидж «подростковой» и всем участникам, за исключением Лимала, это не нравилось, к тому же у Лимала и остальной группы сложились разные взгляды на музыку. В 1984 году Лимал был уволен из группы и он стал заниматься сольной карьерой, остальные же участники группы сменили имидж на более серьёзный, вокалистом стал Ник Беггз. Однако, последующие альбомы плохо продавались. В 1985 году Джез Строуд покинул группу и оставшиеся трое участников сократили название до «Kaja», однако они так и не достигли уровня былой популярности и вскоре группа была распущена. 
В 2003 году благодаря передаче «Bands Reunited» на канале «VH1» группа (вместе с Лималом) на короткое время воссоединилась и дала один ночной концерт в Лондоне. В 2007 году они снова объединились и записали альбом «Going to the Moon», но в 2011 году группа вновь была распущена.

## Состав
- Лималь[2] — вокал. (1981–1984, 2003, 2008–2011)
- Ник Беггз (Nick Beggs) — стик, бас-гитара, вокал. (1978–1986, 2003, 2007–2011)
- Джез Строуд (Jez Strode) — ударные. (1978–1985, 2003, 2007–2011)
- Стюарт Кроксфорд Нил (Stuart Croxford Neale) — клавишные. (1978–1986, 2003, 2007–2011)
- Стив Эскью (Steve Askew) — гитара. (1978–1986, 2003, 2007–2011)

## Дискография
См. также «Kajagoogoo discography» в английском разделе.

### Студийные альбомы
- 1983 — White Feathers
- 1984 — Islands
- 1985 — Crazy Peoples Right to Speak (под именем группы Kaja)
- 2008 — Gone to the Moon

### Видеография
- 1983 — Kajagoogoo: White Feathers Tour
- 1983 — Too Shy — The Video E.P.
- 2009 — Too Shy: the Best of Kajagoogoo & Limahl (CD+DVD)